# NSU Motorenwerke AG
NSU Motorenwerke AG. (o simplemente NSU) fue un fabricante alemán de bicicletas, motocicletas y automóviles, fundada en 1873 en Riedlingen por Christian Schmidt y Heinrich Stoll y en 1880 se trasladó a Neckarsulm. La empresa estaba originalmente denominada como un "taller mecánico para la producción de máquinas", comenzó la producción de bicicletas en 1886, pero a partir de 1901 fue pieza clave en el desarrollo de las primeras motocicletas en Alemania. A mediados de los años 50, NSU era el mayor fabricante de vehículos de dos ruedas en el mundo.
El nombre de NSU, como se ha conocido desde 1882, es la abreviación del nombre de la ciudad de Neckarsulm, que a su vez toma los nombres de los dos ríos Neckar y Sulm, que se juntan en este lugar. Esta situación permite también tomar como significado válido, a las siglas del término Neckar Sulm Union, (Unión del Neckar y el Sulm), contrariamente a las ideas erróneas generalizadas que se deriva su nombre de "Näh- und Strickmaschinen Union" (Unión de Máquinas de Coser) o "Neckarsulmer Strickwaren Union" (Unión de prendas de punto de Neckarsulm). Nunca han existido estas empresas de las que se tomen dichos nombres.

## Historia

### 1873-1918

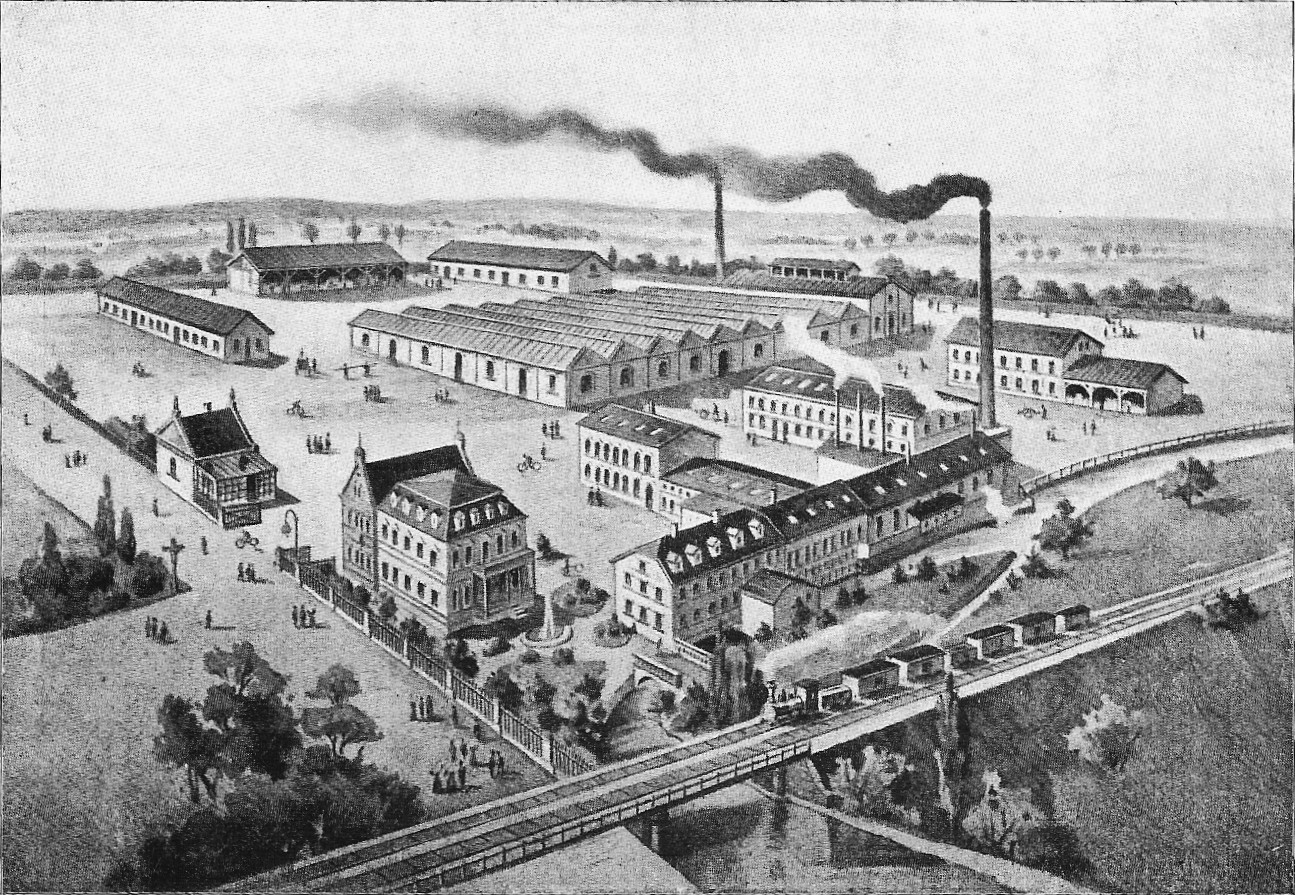
Fábrica de NSU, ca. 1900.

La empresa fue fundada en 1873 por Christian Schmidt y Heinrich Stoll en Riedlingen al margen del Danubio. Originalmente se manufacturaban máquinas, de ahí el nombre de "Mechanische Werkstätte zur Herstellung von Strickmaschinen" (Talleres mecánicos para la producción de máquinas tejedoras). En 1880, la empresa traslada su sede a Neckarsulm cerca de Heilbronn en una antigua serrería y molino con el fin de tener mayor espacio. En febrero de 1884 Christian Schmidt murió a la edad de 39 años. El 27 de abril de 1884 la empresa se convirtió en un almacén y fue llamada desde entonces Neckarsulmer Strickmaschinen-Fabrik AG.
La producción de bicicletas comenzó en 1886, Germania fue el primer modelo que salió de su línea de producción, seguida de modelos con ruedas más pequeñas como la bicicleta Pfeil (Flecha) en 1888. En 1892 se descontinúa la fabricación de máquinas tejedoras.
En 1897, el nombre de la empresa cambió a Neckarulmer Fahrradwerke AG (Fábrica de Bicicletas de Neckarsulm). En 1901 comienza la producción de motocicletas. Su motor era un monocilíndrico de cuatro tiempos con 211 cm³ proporcionado por el fabricante suizo Zedel y provenía de Zúrich por parte de Zürich & Lüthi. La primera Neckarsulmer Motorrad (tal y como decía en su tanque de gasolina) presentaba una potencia aproximada de 1.25 CV y alcanzaba una velocidad máxima de aproximadamente 40 km/h. A partir de 1904-1905 pasaron a llamarse N.S.U. (con puntos intermedios entre las iniciales arriba descritas).
En 1906 comenzó con el Sulmobil de tres ruedas el desarrollo de automóviles bajo el nombre de Neckarsulmer Motorwagen. En 1913, la empresa era identificada de manera oficial por los nombres Neckarsulmer Fahrzeugwerke AG y NSU (sin puntos). Hacia 1913 la compañía empleaba unas 1,200 personas, y producía aproximadamente 13,000 bicicletas y 2,500 motocicletas. NSU antes de la Primera Guerra Mundial era la mayor empresa alemana exportadora de motocicletas (con destino principal a Rusia, Europa occidental, Escandinavia, Turquía y Brasil). Al estallido de la guerra, en 1914, se produjeron para el ejército una motocicleta para uso militar con 3.5 CV, y camiones con carga útil de 1.25 y 2.5 t.
Los primeros automóviles aparecieron en 1905, eran coches con motores de 4 cilindros bajo licencia de la empresa belga Pipe. Eran automóviles muy potentes pero de gran consumo y tenían un mercado limitado y poco rentable. Además tenían un complicado mecanismo de válvulas en cabeza oblicuas y embrague magnético. Así se decidió crear dos modelos originales en 1906, que mostraban parentesco con los Pipe aunque de menor tamaño, incluso se conservó la forma característica de su radiador. Los modelos 6/10 PS y 15/24 PS eran idénticos entre ellos exceptuando el cambio de 4 marchas del modelos mayor.
En 1907 NSU lanzó tres nuevos modelos, con válvulas laterales y embrague de discos normal, totalmente divergentes de la línea Pipe. Fueron los modelos 6/12 PS, 8/15 PS y 10/20 PS de 4 cilindros, sencillos y robustos y que constituyeron la base de la producción de la marca. También se orientó la producción a modelos utilitarios, y en 1909 se lanzaron sendos modelos de 2 y 4 cilindros. Estos pequeños NSU eran compactos, fiables y de larga duración. Poseían motores con válvulas laterales en un solo lado, lubricación de circulación forzada, refrigeración por termosifón, cambio de 3 marchas y carburador original NSU. Aunque pocos años después el modelo de 2 cilindros fue abandonado, el de 4, junto a los Opel y los Wanderer fue uno de los utilitarios de mayor producción, llegando a salir de la fábrica 4000 unidades al año.

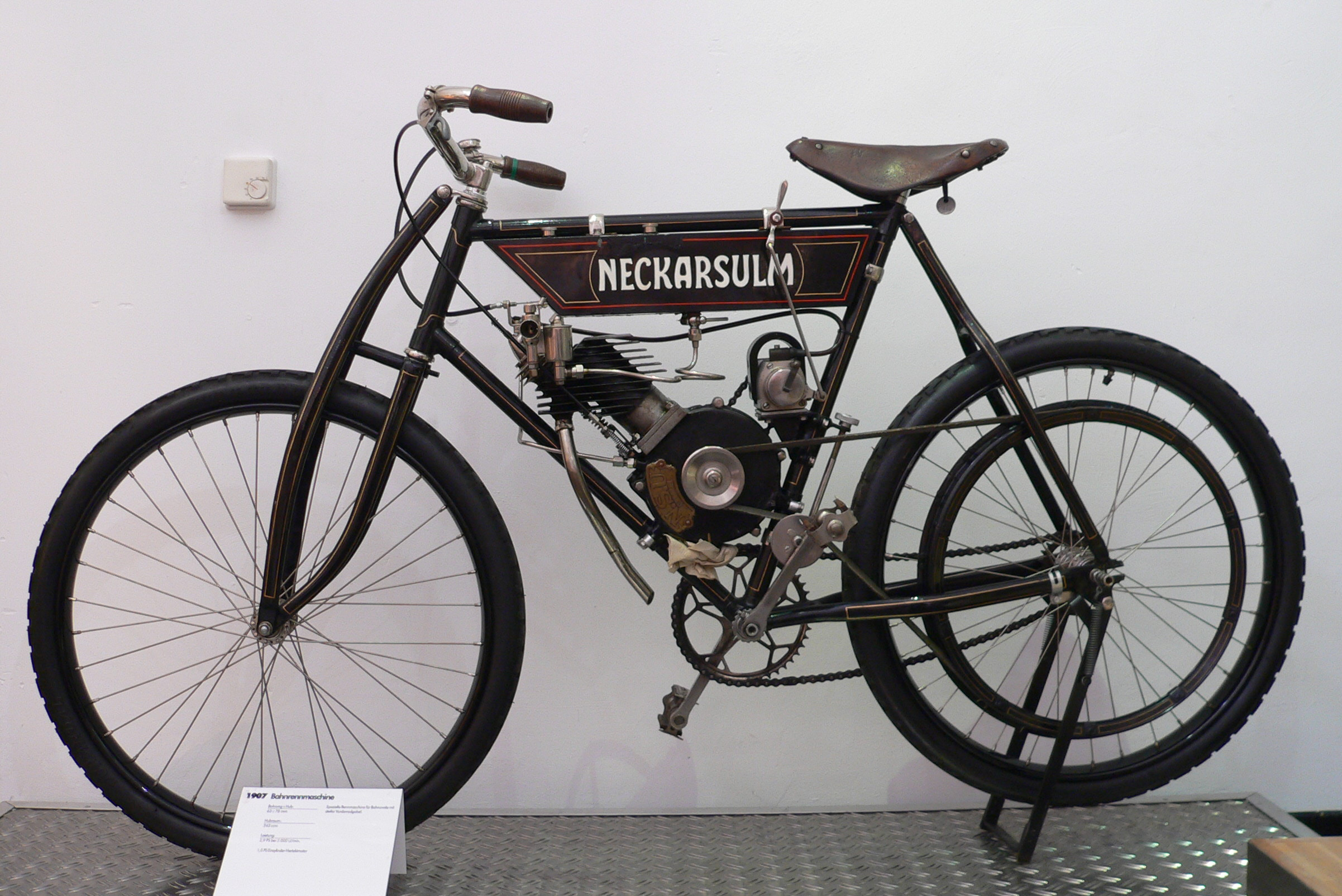
Bicicleta motorizada NSU 1907
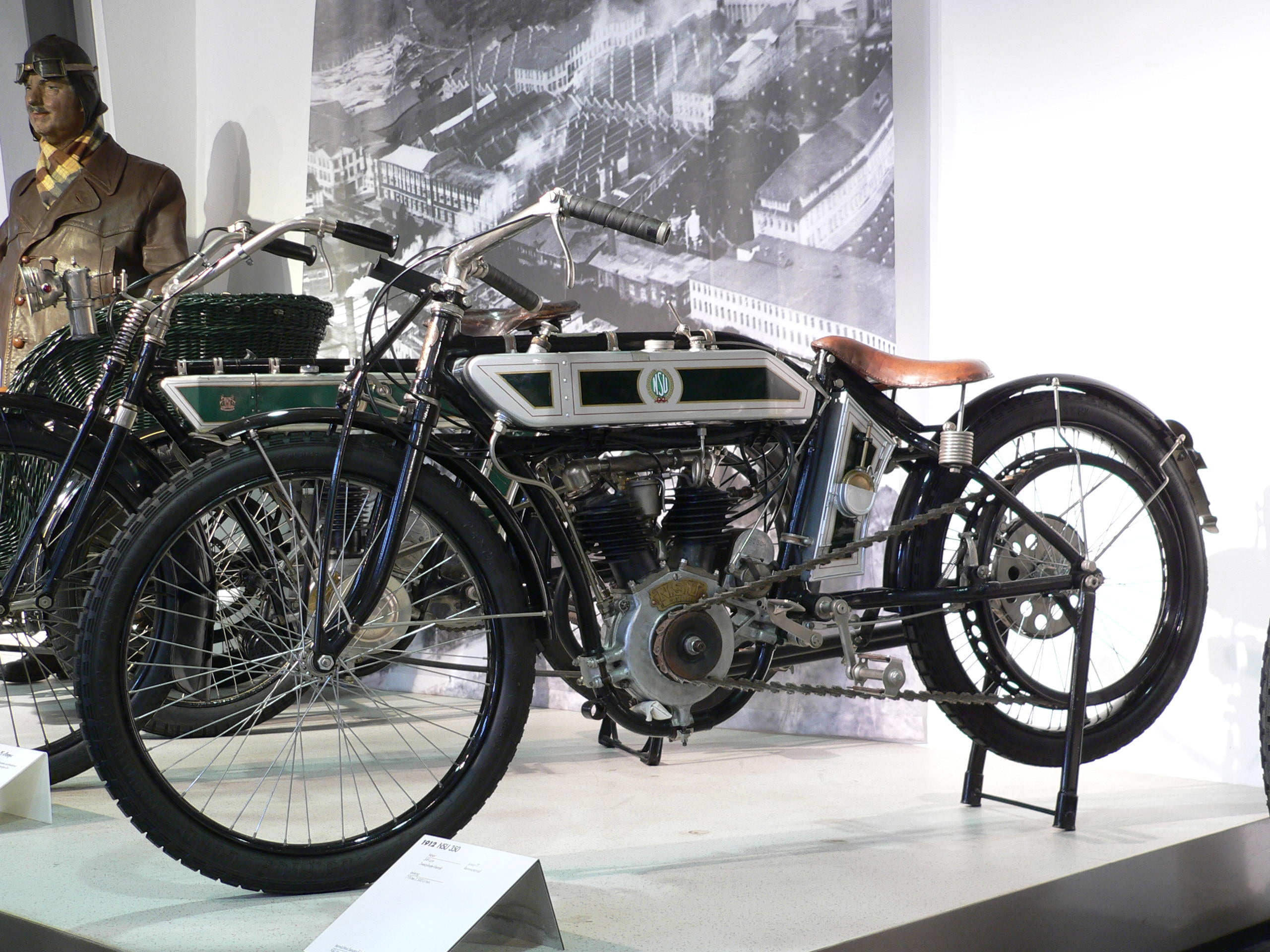
NSU 350 TT 1912
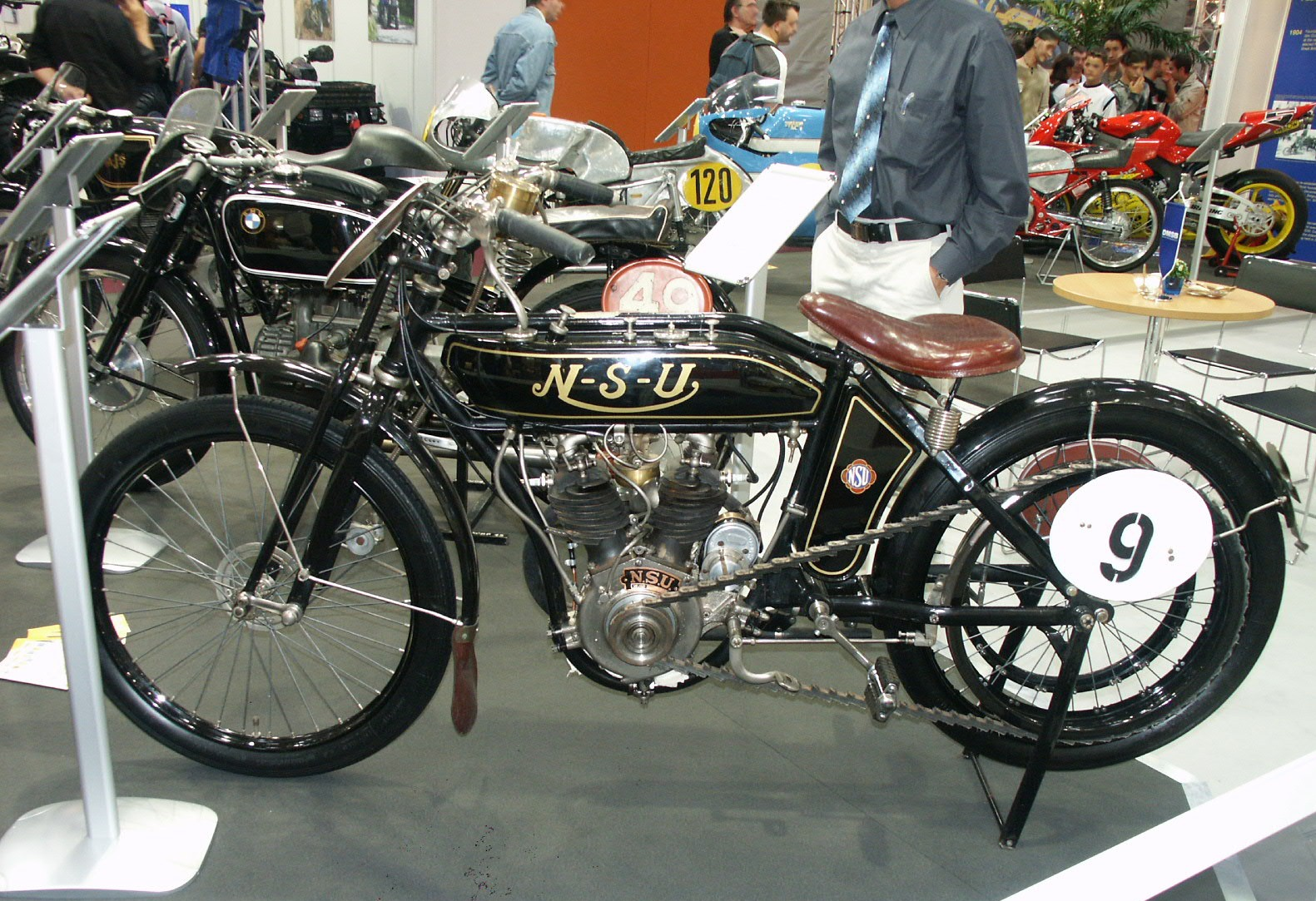
Motocicleta NSU alrededor de 1912
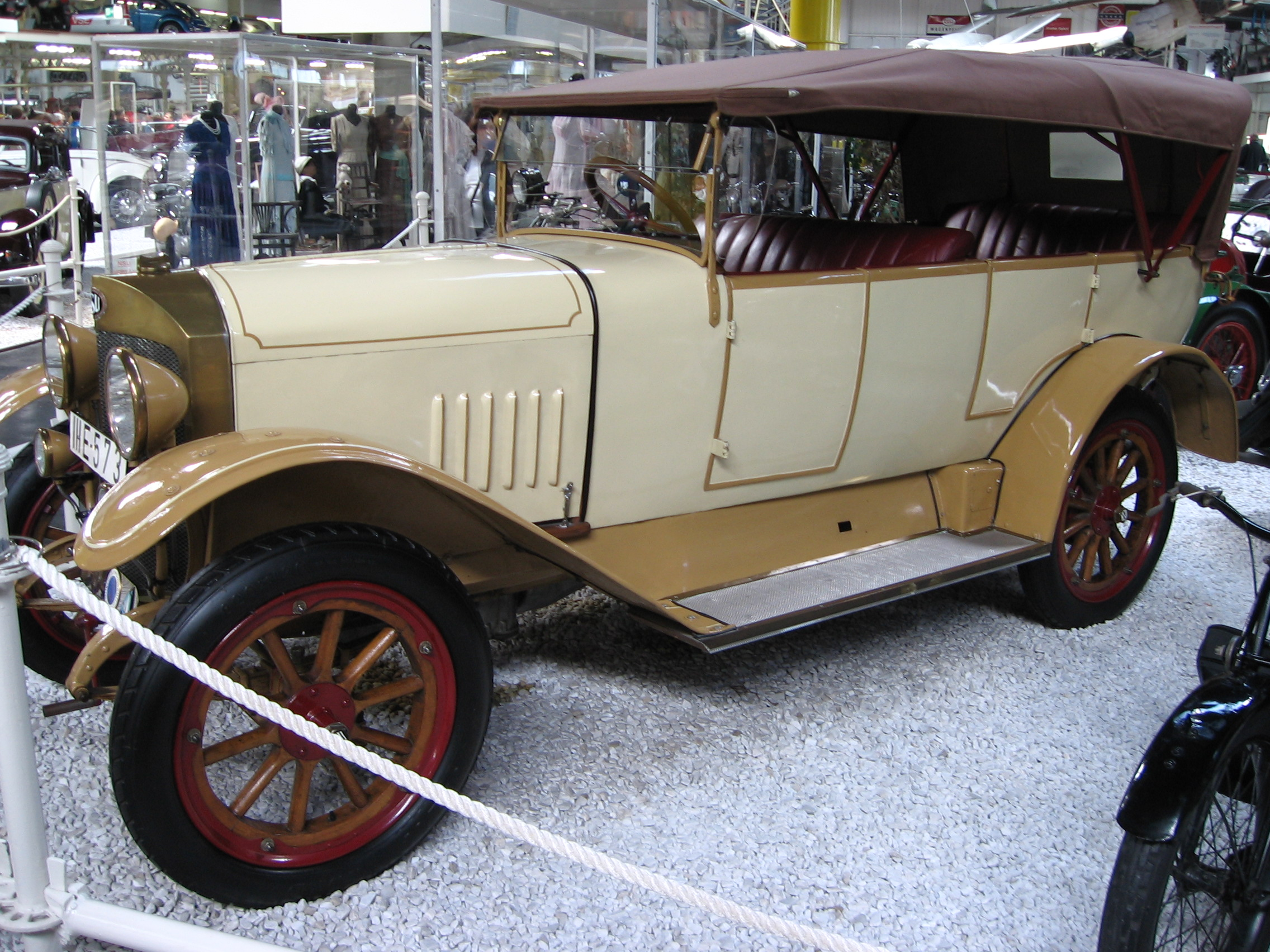
NSU 8/40 de 1914.

### 1919-1945

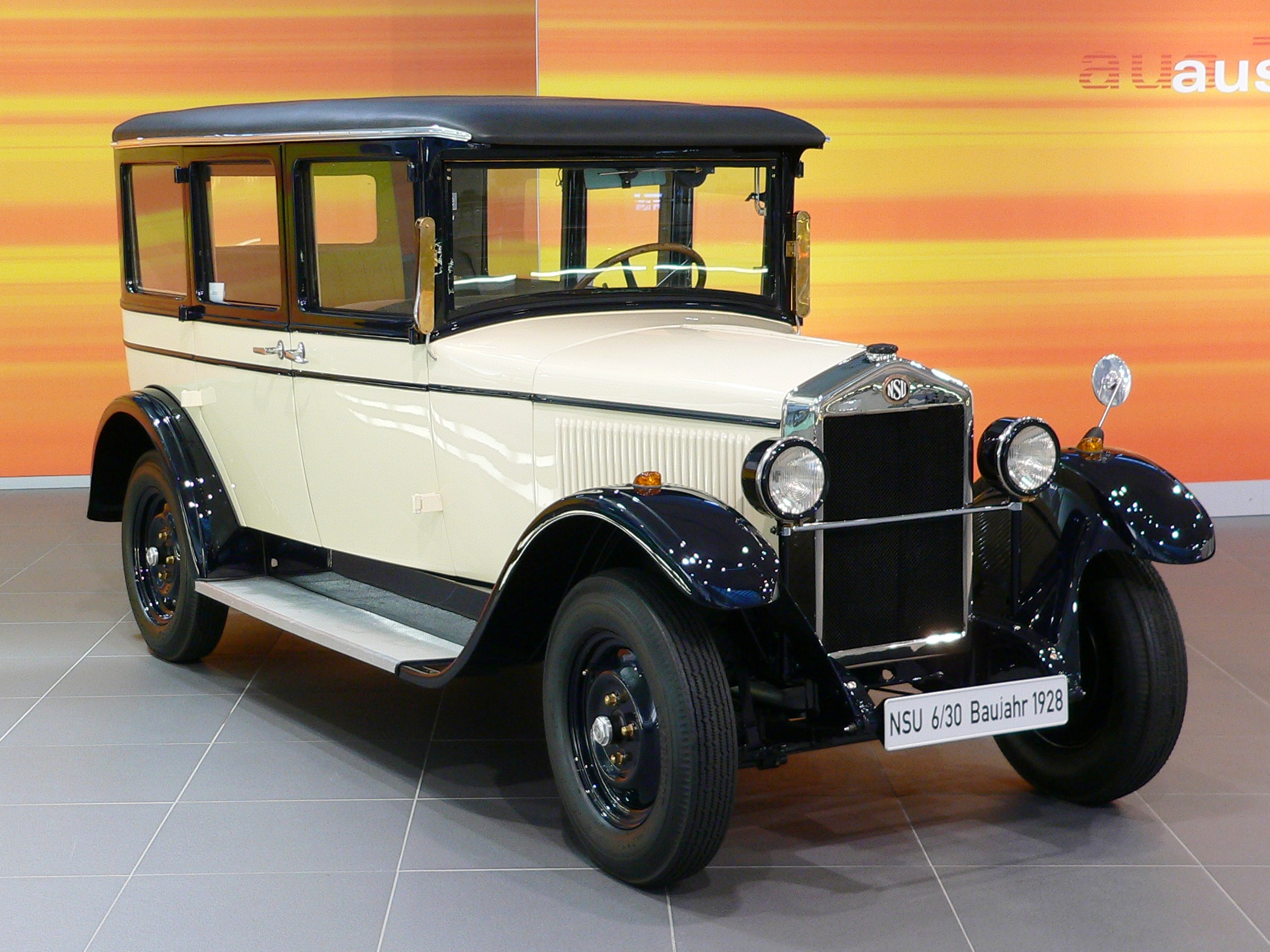
NSU 6/30 (1928)

Debido al constante aumento en el pedido de automóviles, NSU toma la decisión de establecer una segunda fábrica de automóviles en 1925 localizada en la ciudad vecina de Heilbronn. En 1926, se fusiona NSU con la carrocera berlinesa Carosseriewerke Schebera AG, por lo que la empresa pasa a denominarse NSU Vereinigte Fahrzeugwerke AG Neckarsulm. Esto produjo problemas financieros a NSU, por lo que tuvieron que vender a Fiat, la recién incorporada NSU-Automóvil AG Heilbronn (además de la planta de NSU existía en Neckarsulm, véase NSU-Fiat). En 1932 NSU tuvo que abandonar la producción de automóviles, ya que se disolvió la sociedad con Fiat, por lo que la planta de Heilbronn continuó funcionando por sí sola.
NSU ganó gran reputación con las motocicletas 501 T y su versión de Lujo, la 501 L, producidas entre 1927 y 1929. La confiabilidad de los modelos 501 les valieron el apodo de Tractor de Neckarsulm. Para promover la venta de motocicletas NSU formó junto con la compañía Deutschen Industriewerke AG (D-Rad) originaria de Berlín, una empresa mancomunada llamada NSU D-Rad Vereinigte Fahrzeugwerke AG Neckarsulm, reconocible por la gran letra D puesta en la parte baja del logotipo.
En 1930, después de la administración de Otto Reiz, tomó el mando de la empresa el anterior constructor en jefe de la compañía británica Norton Motors Ltd. Walter William Moore, quien reemplazó y cambio radicalmente los modelos. Después del éxito de los modelos deportivos 500 SS y 600 SS fueron lanzadas las series de modelos 201, 251, 351, 501, 601 OSL y 351 OT al mercado. Moore creó similitudes con los modelos de Norton debido a su experiencia en la construcción de motocicletas inglesas. Esto queda patente con el pedal de encendido ubicado a la derecha. Los puntos débiles son igualmente similares con los de los modelos Norton, como las fallas en el suministro de aceite a los carburadores.
Con estos modelos, la empresa tuvo buenas ventas antes de la Segunda Guerra Mundial. Hacia 1938, la empresa contaba con 3,500 personas que producían 136,000 bicicletas y 63,000 motocicletas. Uno de los modelos de mayor demanda fue el NSU-D Quick del que se construyeron 240,000 unidades entre 1936 y 1953. Este ciclomotor de 98 cm³, que estaba disponible en una versión para damas y otra para caballeros, tenía aproximadamente 3 CV, alcanzaba entre 55 y 60 km/h consumiendo dos litros de combustible cada 100 km. Antes de la guerra su precio era de 290 Reichsmark y en 1953, este era de 625 DM.
Albert Roder sustituyó en el mando a Moore entre 1936 y 1938, quien recorrió desde Victoria hasta Nürnberg para aceptar el puesto de diseñador en jefe. Moore regresó al Reino Unido antes del estallido de la guerra en 1938.
Durante la Segunda Guerra Mundial se concibió la motocicleta con tracción a oruga conocida como Tipo HK 101, fue utilizada con fines militares durante la guerra, y después de ésta, en la agricultura y producción forestal. Su motor provenía del Opel Olympia ya que NSU no contaba con propulsores con la potencia necesaria.

### 1946-1968
Una vez pasada la guerra, en 1946 regresa Albert Roder para cubrir el puesto vacante de diseñador en jefe.
La producción reinició en 1946, con algunos de sus modelos de la preguerra (como sucedió con la gran mayoría de las empresas entonces), como los "NSU Quick," "NSU 125 ZDB" y "NSU 251 OSL". El primer modelo inédito de la postguerra fue el "NSU Fox 101 OSB" que inicialmente fue lanzado con un motor de cuatro tiempos, y en 1951 este fue cambiado por uno de dos tiempos.
Entre 1951 y 1954 NSU compró un pequeño fabricante de motocicletas, al tiempo que se armaban los motores del NSU Fox y otras motocicletas en pequeña serie.

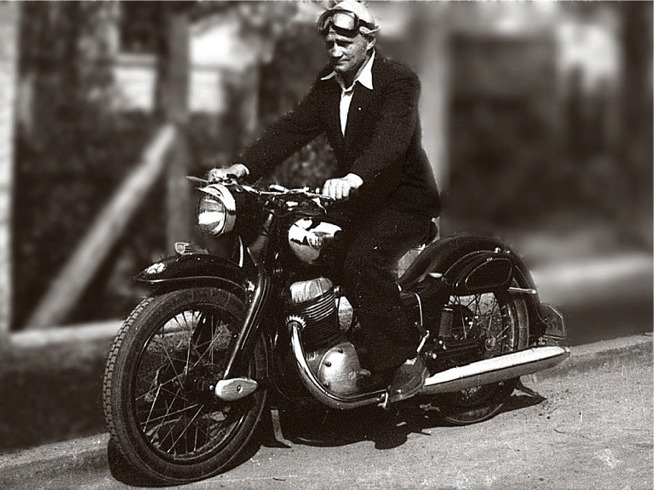
NSU Max Standard (1956)

A mediados de los años 50, con una producción total de aproximadamente 350,000 vehículos de dos ruedas al año, NSU era el mayor fabricante de vehículos de este tipo en el mundo. Los más exitosos fueron las motonetas NSU Lambretta (producidas bajo licencia de la marca italiana Lambretta), de las cuales en seis años se produjeron 117,045 unidades, y la "NSU Max 251 OSB", que tenía un motor de 250 cc con árbol de levas a la cabeza y un tren de válvulas empujado por dos polos. Para los jóvenes existía el "NSU Quick" (98 cc, con pedales), el "NSU 125 ZDB" (123 cm³, con reposapiés) y el moped "NSU Quickly". Otros modelos de la época fueron el "Lux" (200 cc, con motor de dos tiempos), y el "Cónsul" con motor de 350 cc o 500 cc.
Las motocicletas NSU corrierron en diversas pistas tanto a nivel nacional como internacional consiguiendo varios títulos y mundiales en la década de los 50 y parte de los 60. Los duelos entre Heiner Fleischmann (NSU) and Georg "Schorsch" Meier (BMW) escribieron capítulos muy importante en la historia del motociclismo de competición en la posguerra, así como Wilhelm Herz y Werner Haas, o el accidente mortal de Rupert Hollaus y el sidecar de Böhm/Fuchs. Un fuerte efecto publicitario también lo tuvo la participación en 1950 en el Campeonato femenino por tríos con Ilse Thouret y sus hijas Elga y Anneliese con NSU-Lambrettas en rallyes nacionales.

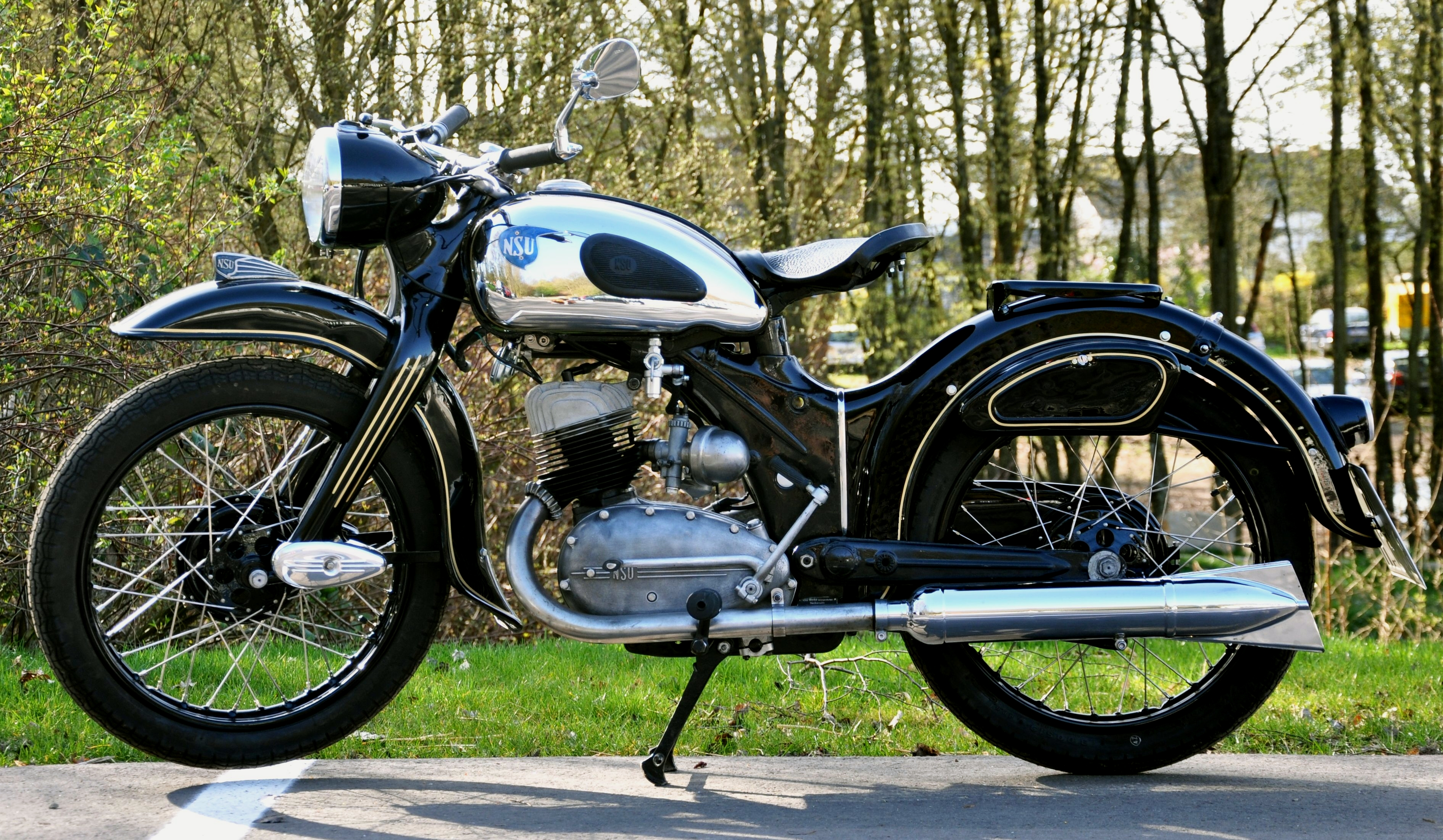
NSU Lux, 1952
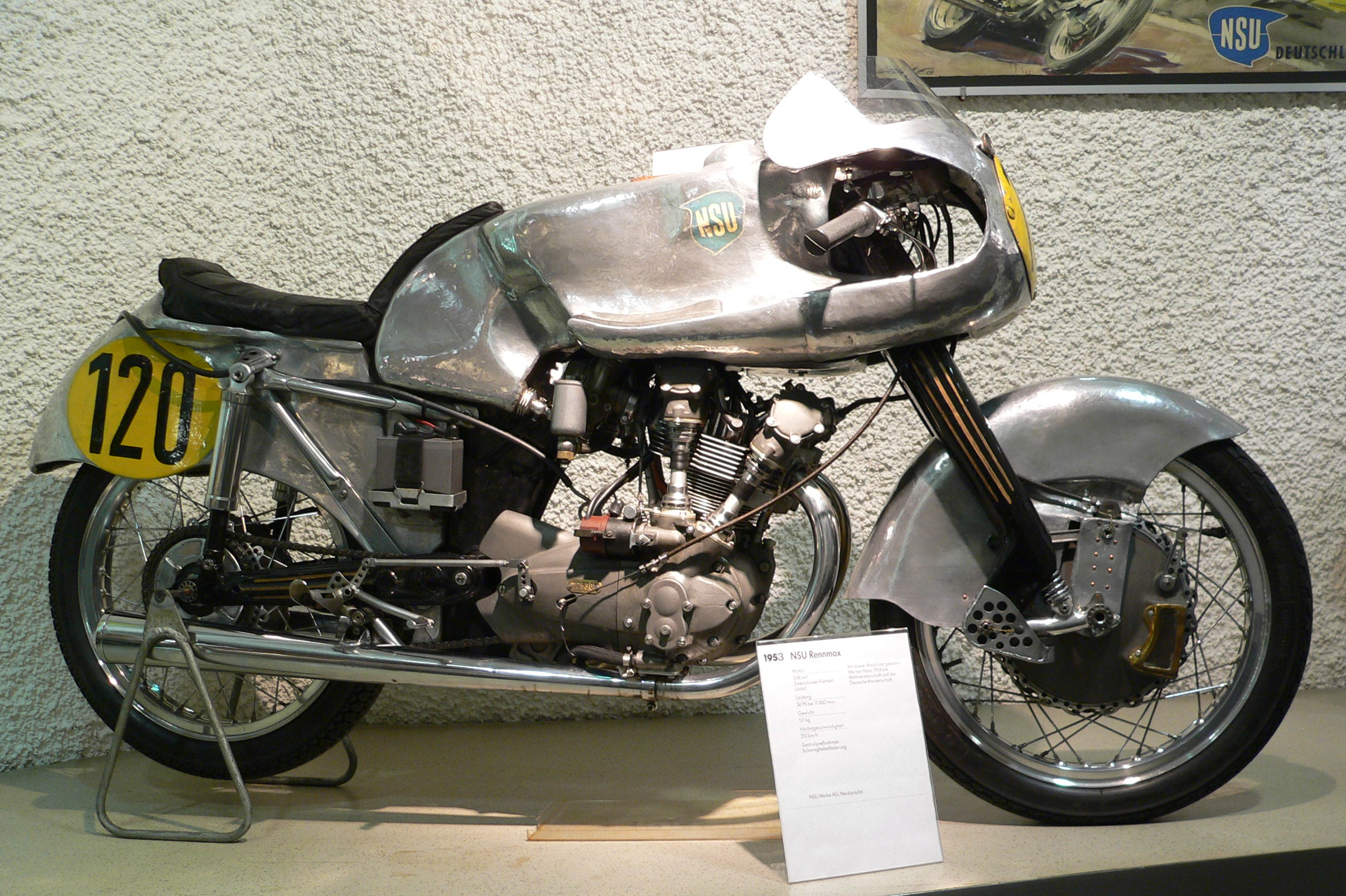
Rennmax, 1953
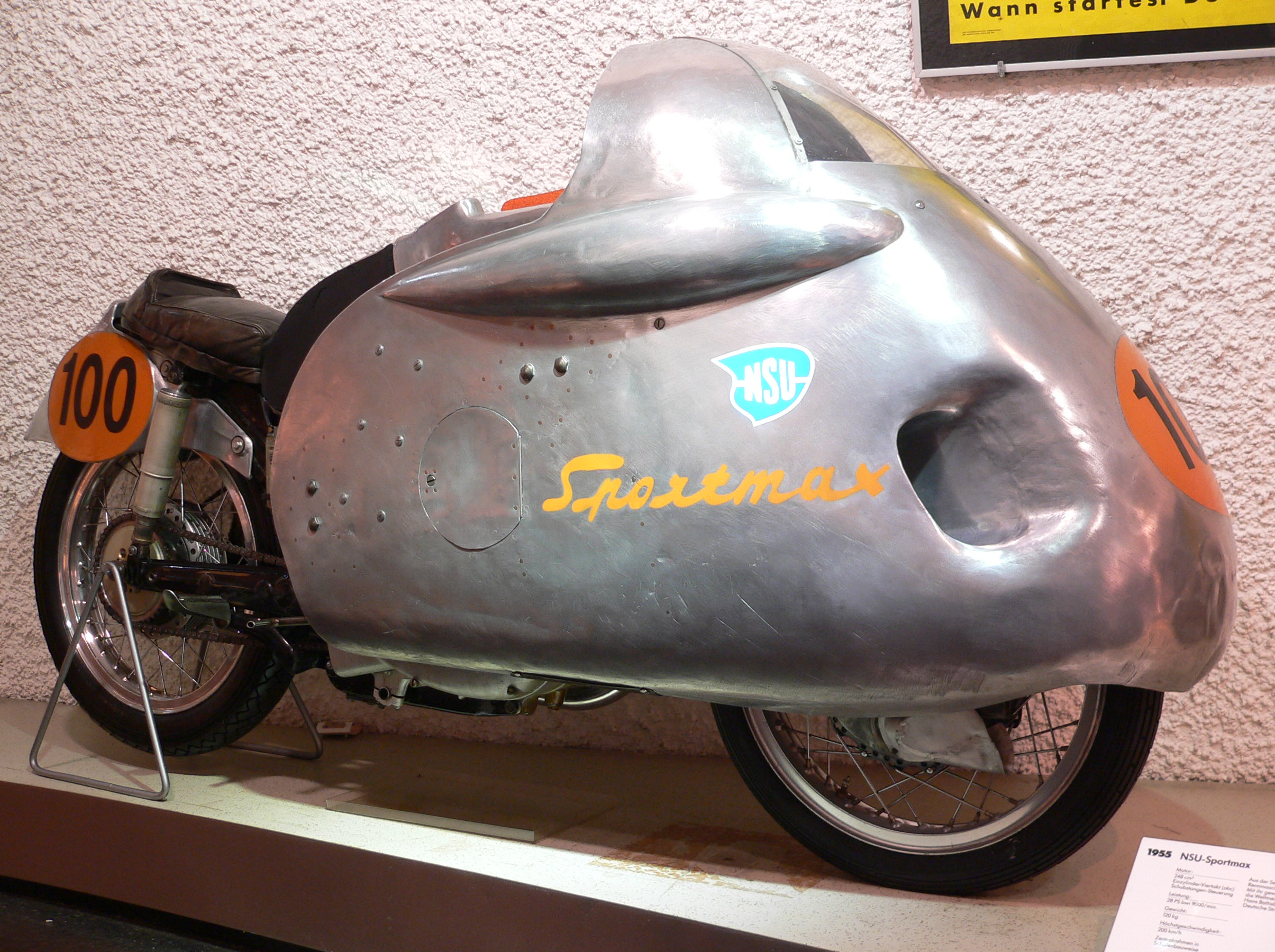
Sportmax, 1955
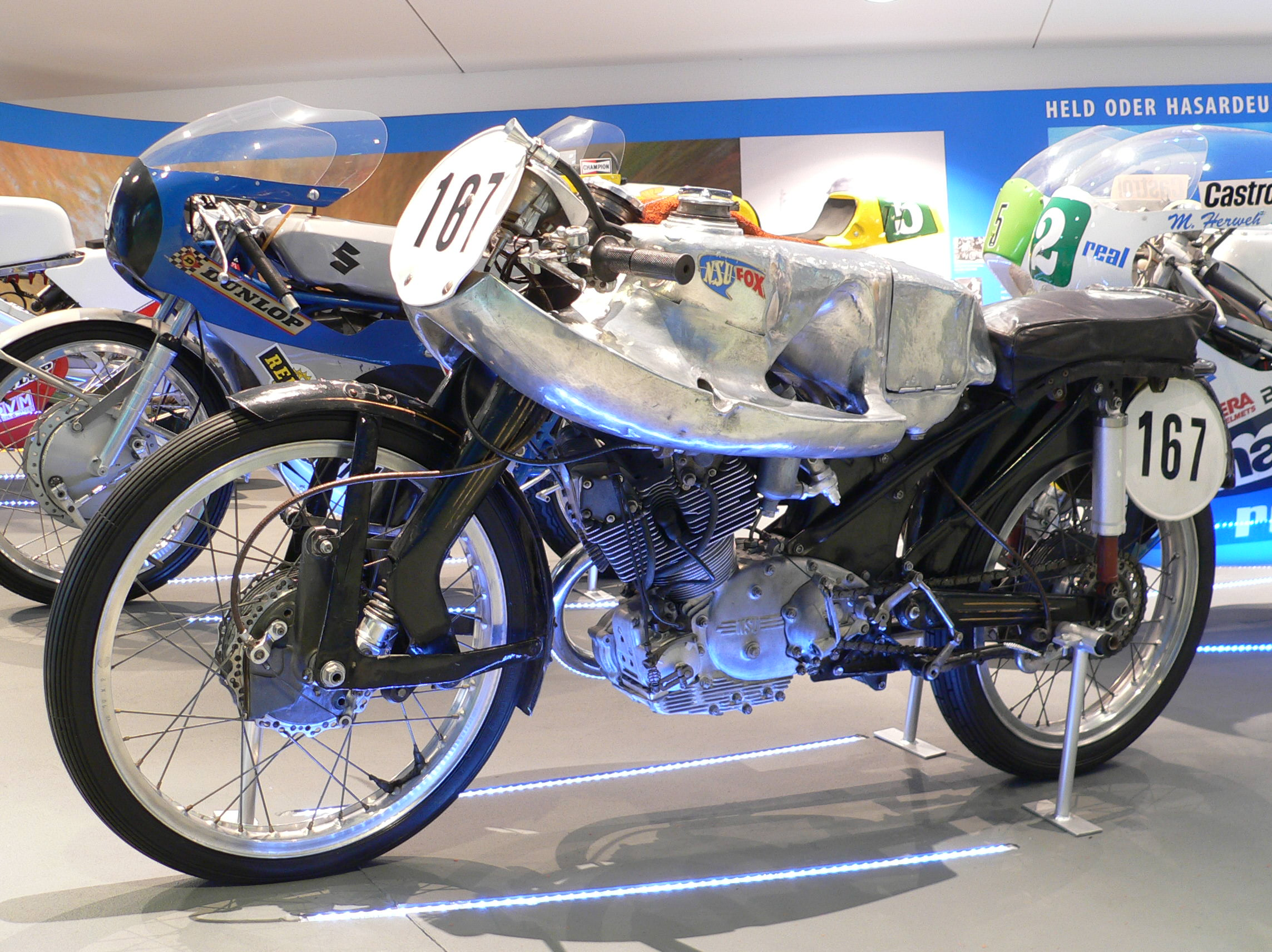
NSU Rennfox R11, 1953
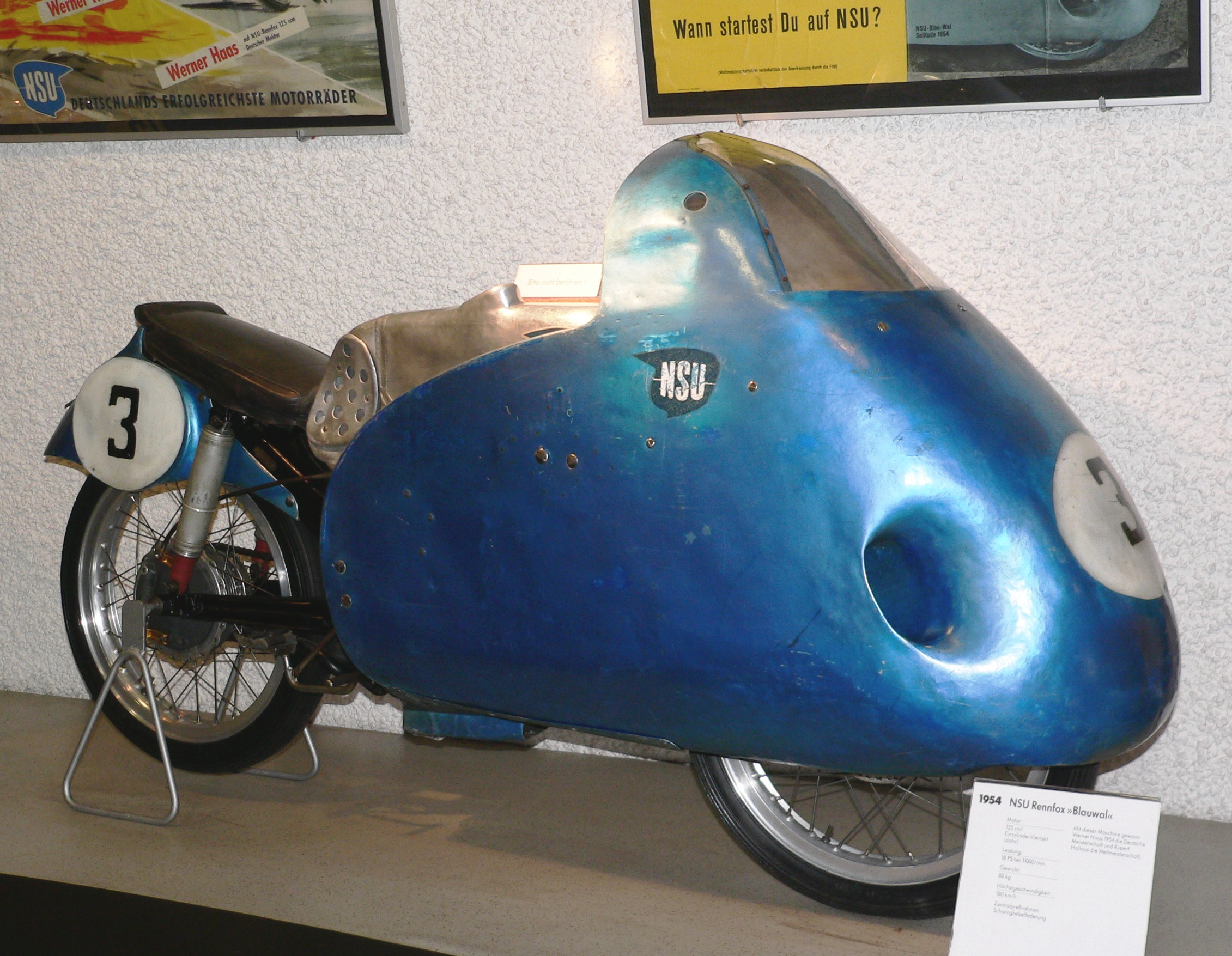
NSU Rennfox „Blauwal“, 1954

Las motocicletas campeonas arriba mencionadas pueden ser vistas en la actualidad en el Museo de NSU. A bordo de la NSU Rennmax en 1953 Werner Haas ganó los Campeonatos Alemán y Mundial en dicho año. En 1955 a bordo de la NSU Sportmax Paul Hermann Muller ganó el Título Mundial mientras que Hans Baltisberger consiguió el Campeonato Alemán de motociclismo de velocidad. En la NSU Rennfox R11 Werner Haas obtuvo en 1953 tanto el Campeonato Alemán como el Mundial en la categoría de 125 cc. Al año siguiente, esta vez a bordo de una NSU Rennfox Blauwal Werner Haas consiguió el Campeonato Alemán, mientras que Rupert Hollaus el Campeonato Mundial.
Algunos Récords de Velocidad y Consumo:
- 1951: Wilhelm Herz (2 Cil., 500 cm³, sobrealimentado) Velocidad tope de 290 km/h
- 1954: Gustav Adolf Baumm (49 cm³, 3.4 CV ~= 2.5 kW), Velocidad tope de 127 km/h, no obstante en 1955 alcanzó 151 km/h
- 1954: Gustav Adolf Baumm (98 cm³, 7.2 CV ~= 5.25 kW), Velocidad tope de 178 km/h
- 1955: Gustav Adolf Baumm (125 cm³, 18 CV ~= 13 kW), Velocidad tope de 218 km/h
- 1956: Gustav Adolf Baumm Récord de consumo 1,13 l/100 km a velocidad promedio de 100 km/h.

La producción de motocicletas finalizó en 1963, mientras que la fabricación de bicicletas continuó hasta mediados de los años 60. La producción de motocicletas aún continuó por varios años en Yugoslavia bajo el nombre de NSU Pretis.

### Automóviles NSU a partir de la posguerra

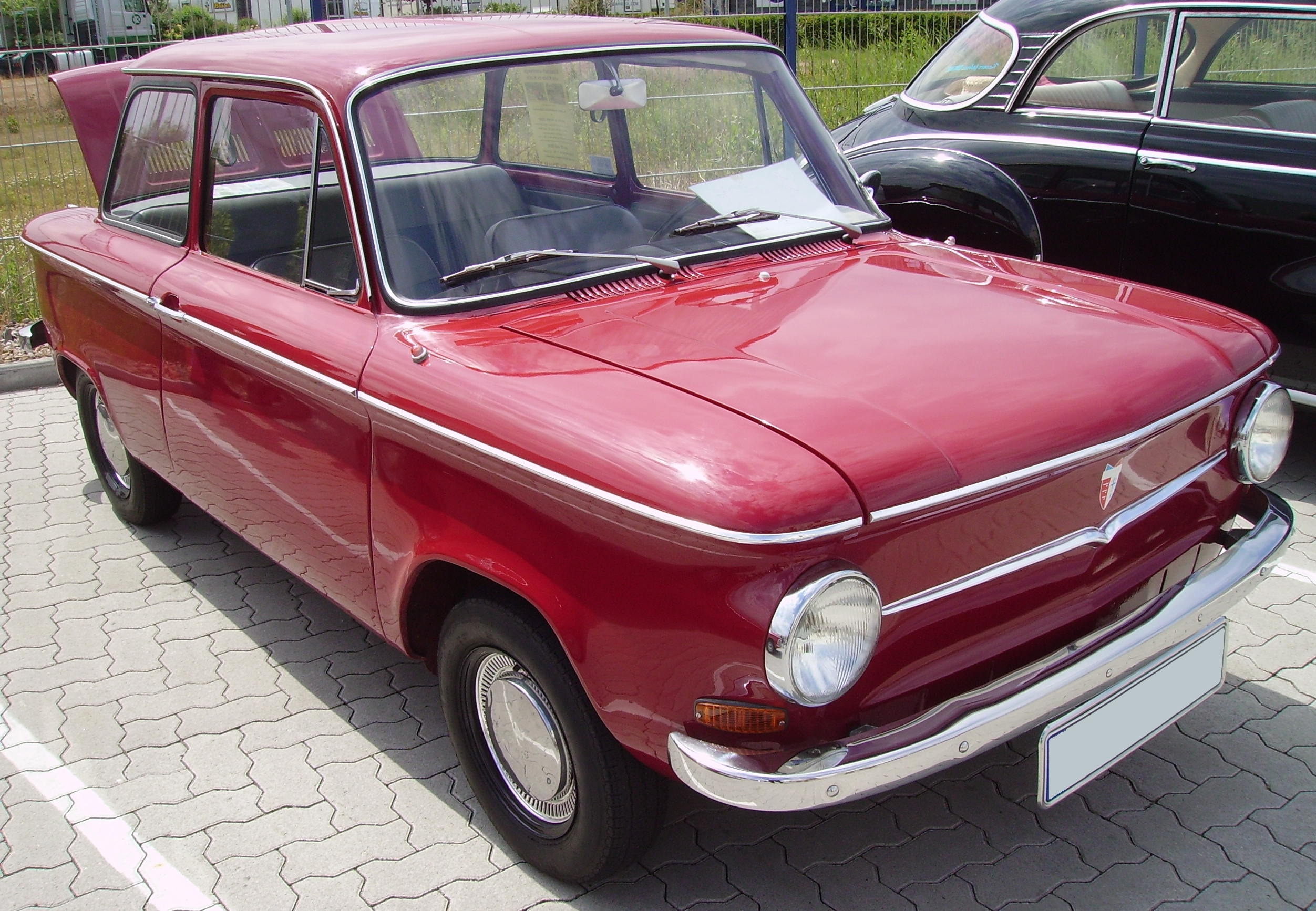
NSU Prinz 4

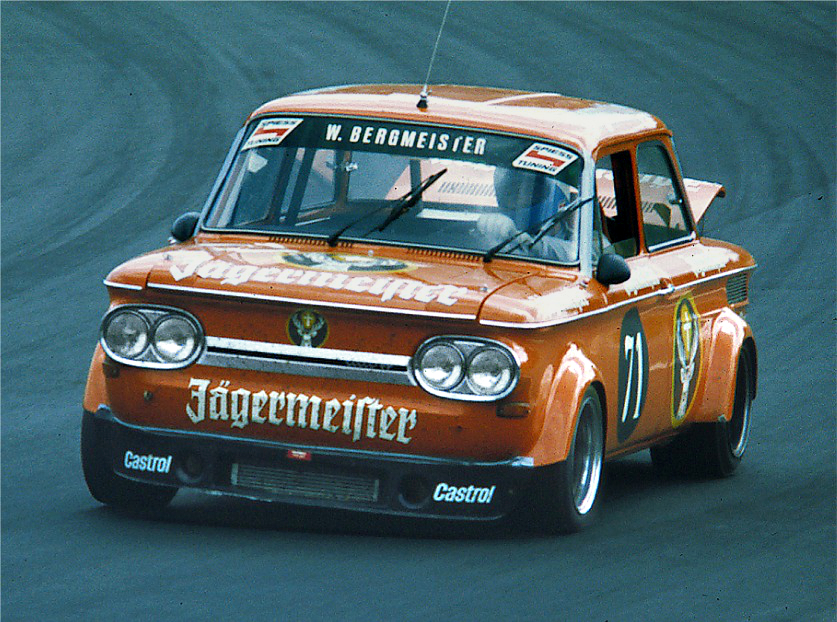
NSU TT

En 1953, NSU Werke AG desarrolló su primer automóvil de la posguerra: el NSU Prinz, en su fase inicial como una motocicleta de tres ruedas y carrocería cerrada con el motor de la motocicleta Max, posteriormente se cambió el concepto al de un vehículo de cuatro ruedas con un motor trasero de 2 cil. refrigerado por aire 583 cc 20 CV (15 kW) (igualmente derivado de la Max). En 1957, el auto fue presentado al público en el marco del Salón del Automóvil de Frankfurt. A este le siguió el Prinz 4 que igualmente ofrecían un moderado consumo de combustible. En 1959 fue introducido al mercado el Sportprinz con la mecánica de los Prinz II y Prinz III (motor de 30 CV). El Sportprinz era un cupé deportivo de dos plazas, cuya carrocería había sido diseñado por Bertone.
Sobre la base del Sportprinz se presenta al mercado en 1963 el NSU Wankel Spider, el primer automóvil del mundo en ofrecer un motor rotativo Wankel. Exteriormente difería del Sportprinz convertible por un capó con entradas de aire al frente para ventilar un motor enfriado por agua.
A nivel de las competencias el desempaño fue sobresaliente, con participaciones destacadas del Prinz 4 en rallyes, seguido por los Prinz 1000, los 1200 TT y los 1000 TTS, que montaban un motor trasero de 4 cilindros en línea montado longitudinalmente con válvulas a la cabeza. Estos vehículos fueron diseñados como automóviles deportivos de peso ligero, un concepto que se anticipó al Volkswagen Golf GTI que se presentaría en 1976. De esta manera el 1000 TTS ofrecía a partir de un motor de 998 cc una potencia básica de 70 CV (51 kW) (a comparación del Volkswagen Tipo 1 de la época, que ofrecía 34 CV (25 kW)), existiendo versiones con 85 CV (62 kW), que era el desempeño que ofrecían entonces vehículos medianos, sin embargo, el peso en vacío rondaba los 700 kg en todos los casos. Debido a su maniobrabilidad el TTS fue particularmente exitoso en las pruebas de eslalon, aún tiempo después de haber sido concluida su producción.
El motor del NSU TT igualmente fue utilizado como la motorización de la motocicleta de producción más potente del mundo: La Münch TTS.

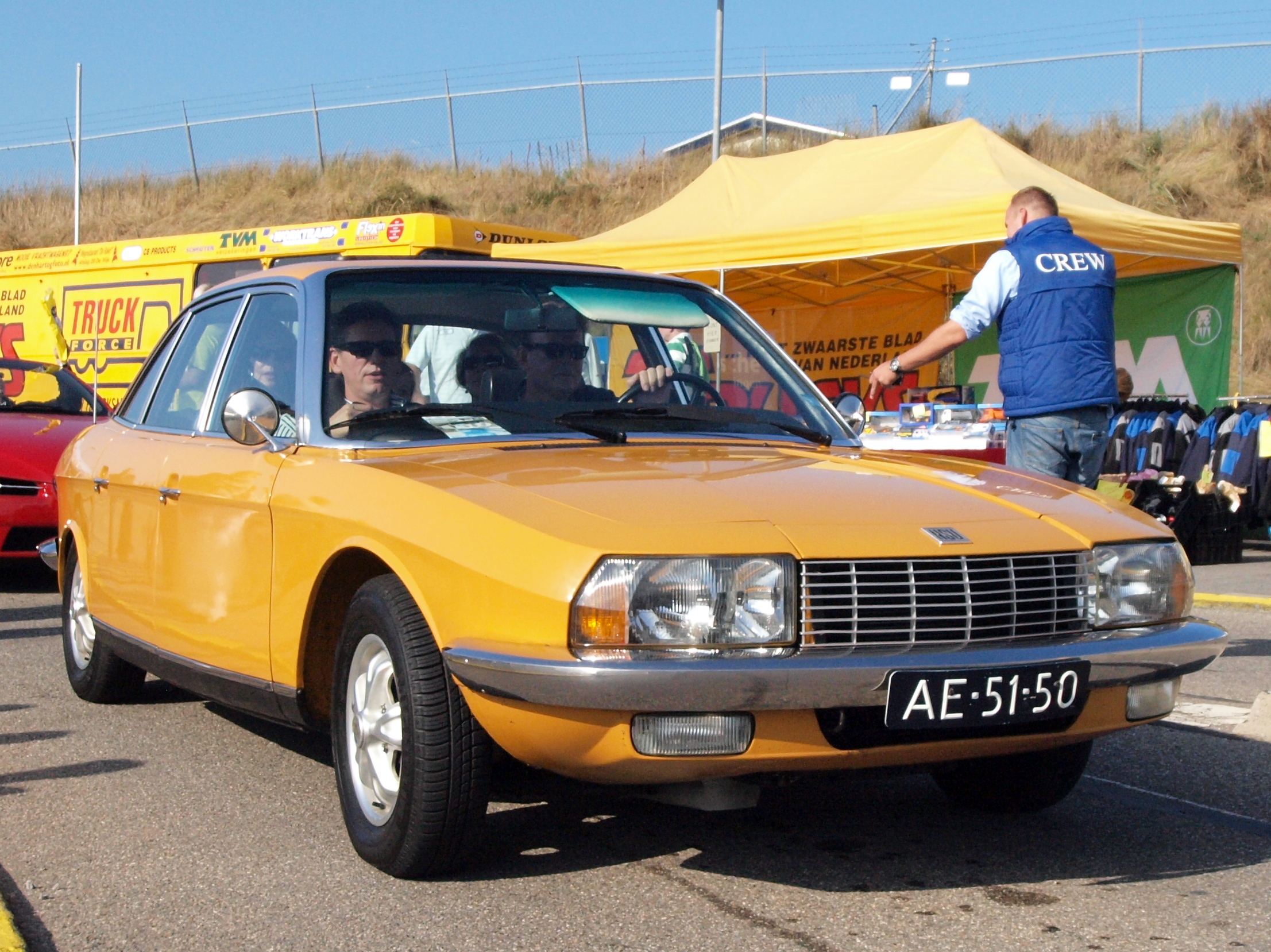
NSU Ro 80 (1967)

Igualmente famoso además del NSU Wankel Spider de 1964 es el NSU Ro 80 de 1967, un muy innovador sedán mediano que montaba un motor Wankel de dos rotores, y que presentaba un diseño de cuña firmado por Claus Luthe y ello por tanto resultaba en una cifra muy interesante de coeficiente aerodinámico de 0,355 (excelente para la época).

### Audi-NSU

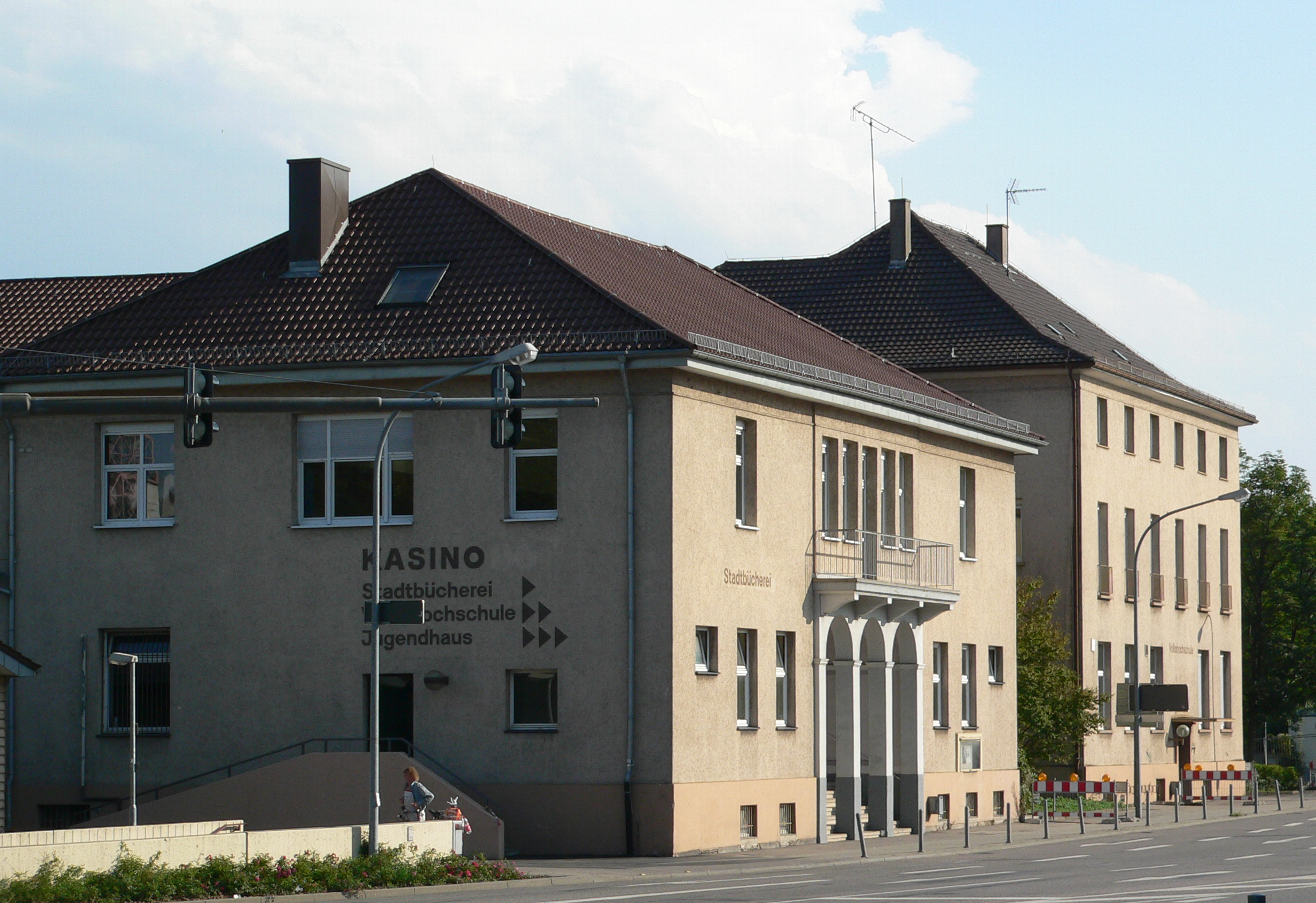
El viejo edificio Casino NSU (julio de 2005).

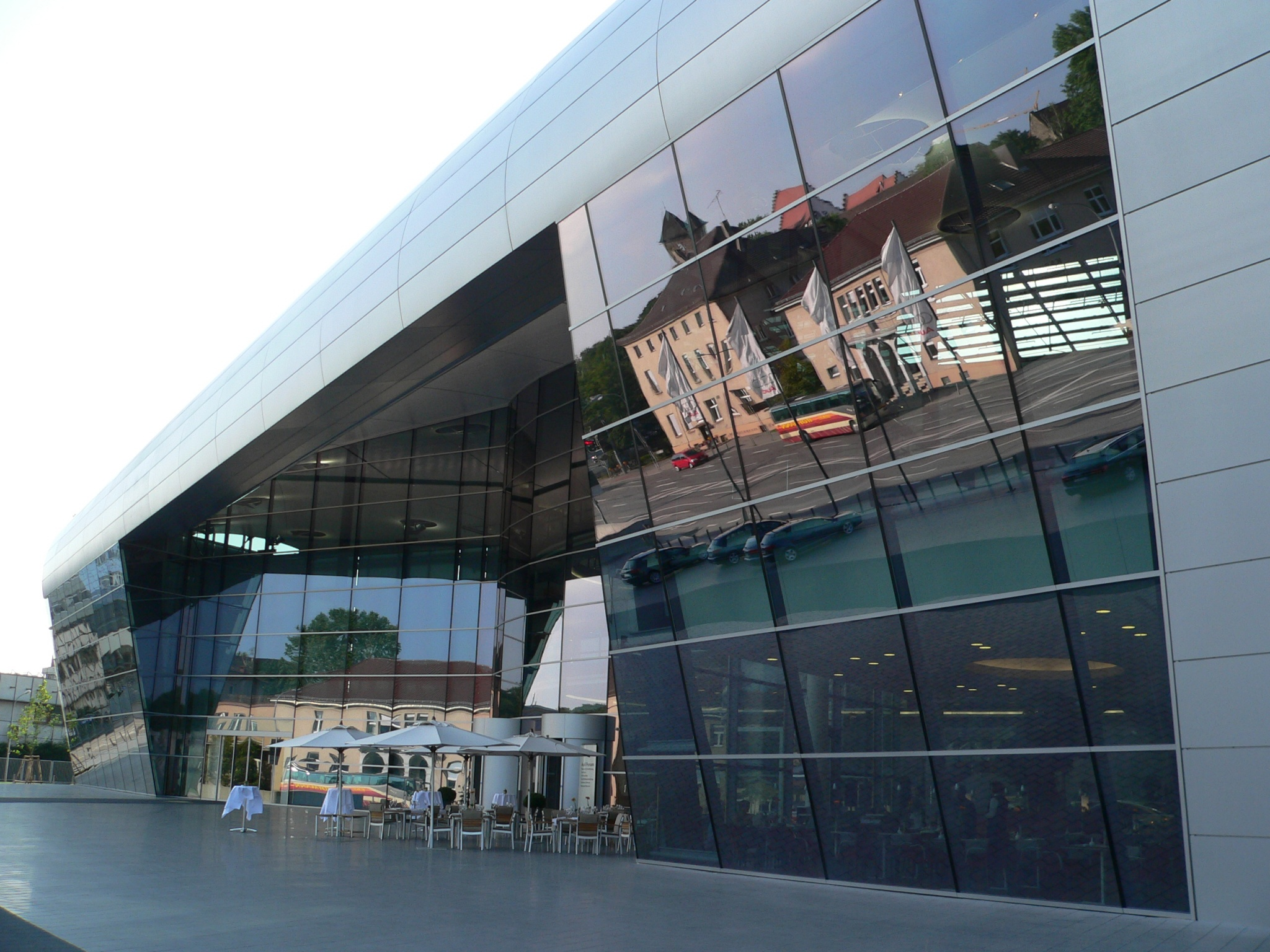
Audi Forum Neckarsulm (julio de 2005).

El 21 de agosto de 1969 se unieron la anterior NSU AG y el grupo Auto Union GmbH con sede en Ingolstadt, ésta perteneciente su vez al Grupo Volkswagen, formando así Audi NSU Auto Union AG con sede en Neckarsulm. Para ese entonces el último proyecto en desarrollo de la firma, llamado K70 fue tomado por Volkswagen, rebautizándolo como Volkswagen K70.
En 1985, la compañía fue rebautizada como Audi AG, desapareciendo así el nombre NSU. La denominación para las cotizaciones del mercado de valores de Audi AG es todavía NSU, ya que la actual Audi AG es solamente una razón social a nivel legal, apareciendo en varios casos como NSU AG. La sede de la compañía se trasladó a Ingolstadt.
En octubre de 2005, uno de los últimos viejos edificios de la planta de NSU (el Casino NSU) fue demolido debido a que su Centro SE (Ingeniería Simultánea) necesitaba tener una ampliación. Así, en la fotografía tomada en julio de 2005 se aprecia (en forma de reflejo) a la derecha en la parte superior de la fachada del Audi-Forum el Casino NSU que da justo frente a la Plaza Christian Schmidt.
NSU produjo los siguientes automóviles a partir de la posguerra:
- NSU Prinz (1958–1962)
- NSU Sport Prinz (1958–1967)
- NSU Prinz 4 (1961–1973)
- NSU/Wankel Spider (1964–1967)
- NSU Prinz 1000 (1964–1972)
- NSU Prinz 1000 TT, 1200 TT y TTS (1965–1972)
- NSU Ro 80 (1967–1977)
- NSU K70 (1969), como Volkswagen K70 (1970–1975)

### NSU en la actualidad
La actual NSU GmbH - la Sociedad tradicional de Audi AG- es una filial de Audi fundada en 1985 con el propósito de mantener la tradición de Neckarsulm.En la planta de Audi de Neckarsulm al día de hoy se ensamblan los modelos Audi A4, Audi A6, el Audi allroad quattro, el Audi R8 y el Audi A8. Igualmente se manufacturan piezas para las carrocerías de los Audi TT y Audi Q7.
Los días 30 de septiembre y el 1 de octubre de 2006 se celebró en la planta de Audi de Neckarsulm el evento del 100 Aniversario de Automóviles en Neckarsulm. Con esta celebración de Aniversario arrancó la producción del nuevo automóvil superdeportivo Audi R8 (basado en el autoconcepto Audi Le Mans).